# Le vite de' più eccellenti pittori, scultori e architettori
Le vite de' più eccellenti architetti, pittori, e scultori italiani, da Cimabue insino a' tempi nostri sono una serie di biografie di artisti, scritta da Giorgio Vasari e pubblicata per la prima volta nel 1550 a Firenze da Lorenzo Torrentino in tre parti per due volumi, dedicata al granduca Cosimo I de' Medici e preceduta da una trattazione delle tecniche utilizzate nelle varie arti. Il successo dell'opera spinse l'autore a curarne una seconda edizione, ampliata e aggiornata, con il titolo Le vite de' più eccellenti pittori, scultori, e architettori, che fu stampata nel 1568 sempre a Firenze dai Giunti in tre volumi e illustrata con i ritratti incisi degli artisti.
È il primo libro organico di storia dell'arte che ci sia pervenuto, nonché la fonte, spesso unica, di notizie biografiche degli artisti a cavallo tra Medioevo e Rinascimento, e inoltre una raccolta di informazioni su opere d'arte poi disperse, perdute o distrutte. Appassionato e meticoloso, Vasari peccò talvolta di eccessiva enfasi letteraria nel tracciare gli sviluppi dell'arte e i rapporti tra gli artisti. Gli studi successivi sul testo vasariano (tra cui quello scrupoloso di Gaetano Milanesi del 1848) hanno tuttavia circoscritto gli errori e le notizie rivelatesi fasulle (dovute spesso a quella creduloneria che ingannò molti storici del passato), restituendo il pieno valore del testo, che non solo influenzò il giudizio in materia d'arte fino a buona parte del XIX secolo, ma è tutt'oggi un'imprescindibile e citatissima referenza bibliografica.

## Contesto storico
Furono gli esiti non soddisfacenti delle biografie di artisti negli Uomini illustri di Paolo Giovio a spingere Vasari a scrivere una raccolta di vite d'artisti, scritte secondo i canoni della materia che egli stesso ben padroneggiava.
Vasari fu il primo storico dell'arte italiano e l'autore delle prime biografie artistiche, genere enciclopedico che si protrae ancor oggi. L'impostazione degli studi d'arte strutturata come successione di biografie fu sostanzialmente immutata fino all'approccio "per scuole" della fine dell'Ottocento e della prima metà del Novecento. Furono ad esempio quotati continuatori di Vasari Giovanni Paolo Lomazzo, Karel van Mander, Filippo Baldinucci, Joachim von Sandrart e Antonio Palomino.
Fu Vasari a coniare termini ancora oggi consolidati come Rinascimento, Gotico o "Maniera moderna".

## Contenuto
Le Vite sono la raccolta delle biografie di molti importanti artisti italiani del Medioevo e del Rinascimento, spesso adottata come riferimento classico per le varie grafie dei nomi: come per Paolo Uccello (Paolo Doni), Benozzo Gozzoli (Benozzo di Lese) o Piero della Francesca (Piero de' Franceschi).
Le biografie scritte dal Vasari sono generalmente attendibili per i pittori della sua generazione e di quelle immediatamente precedenti, meno per artisti a lui più distanti nel tempo. I critici moderni, grazie a nuove informazioni e ricerche, hanno corretto molte delle sue attribuzioni e date. L'opera rimane comunque un classico anche oggi, sebbene debba essere integrato da ricerche critiche contemporanee.
Con poche eccezioni, il giudizio estetico del Vasari è molto accurato e acuto, tenuto ancora oggi in considerazione. Riuscì a dare giudizi basati su un metro adeguato all'epoca in cui le opere erano state prodotte: ad esempio non rimproverò mai agli autori gotici la rigidezza o la mancanza di profondità spaziale che i suoi occhi potevano percepire, in quanto già reso partecipe dei successivi sviluppi.
Come molti degli storici del suo tempo, Vasari peccò talvolta di un eccesso di zelo, incorporando nelle biografie racconti relativi a scandali e pettegolezzi, e di creduloneria, dando per buone fonti orali a distanza di secoli dai fatti, non verificate né verificabili, che diedero origine ad alcuni macro-errori (come l'inverosimile assassinio di Domenico Veneziano da parte di Andrea del Castagno), che screditarono in parte l'opera vasariana agli occhi della critica moderna. La maggior parte degli aneddoti, pur essendo descritta come realmente accaduta, è più probabilmente frutto di fantasia, se non pura invenzione letteraria. Alcuni infatti sono generiche storie, come quella secondo la quale il giovane Giotto dipinse una mosca su un quadro di Cimabue e il vecchio maestro cercò più volte, invano, di scacciarla: riecheggia infatti gli aneddoti raccontati sul pittore greco Apelle da Plinio il Vecchio. Altre volte il Vasari si documentò scrupolosamente, spulciando gli archivi e le rare fonti su fatti artistici a lui anteriori (i Commentari di Ghiberti, il Libro di Antonio Billi, l'Anonimo Magliabechiano): ad esempio per provare il discepolato di Michelangelo presso Domenico Ghirlandaio (fatto escluso volontariamente dalla biografia di Ascanio Condivi revisionata dal Buonarroti), si recò alla bottega di Ridolfo del Ghirlandaio, figlio del maestro, dove trovò le tracce dei pagamenti al giovanissimo Buonarroti.
Il Vasari incluse un'autobiografia di 42 pagine alla fine delle Vite e aggiunse ulteriori dettagli su di sé e sulla sua famiglia nelle vite di Lazzaro Vasari e di Francesco Salviati. Durante la redazione delle Vite si servì di una personale, straordinaria raccolta di oltre cinquecento disegni di artisti italiani, che fu dispersa dopo la sua morte ed è nota come il Libro de' disegni di Giorgio Vasari.

### Un testo fiorentino-centrico
Vasari era aretino, ed era al servizio del duca di Firenze Cosimo I de' Medici. Una delle pecche rilevate della sua opera è sicuramente quella di enfatizzare eccessivamente il ruolo degli artisti toscani, e in particolare fiorentini, nell'evoluzione della storia dell'arte. Tese infatti ad attribuire a essi tutte le nuove scoperte dell'arte rinascimentale, come ad esempio l'invenzione dell'incisione. A volte lodò artisti non toscani attribuendo però loro un fantomatico discepolato presso un fiorentino, come nel caso del veronese Pisanello riferito come alunno di Andrea del Castagno.
L'arte veneziana, in particolare, fu completamente ignorata nella prima edizione e solo dopo un viaggio a Venezia il Vasari le dedicò più attenzione (includendo infine tra gli artisti anche Tiziano), senza tuttavia tenere un punto di vista sufficientemente obiettivo. Ai fiorentini riservò il "primato del disegno", mentre ai veneziani quello "del colore", una distinzione molto acuta, tenuta in conto ancora oggi, seppure debitamente calibrata.
Meno considerate ancora furono le altre scuole pittoriche, relegate a un sostanziale oblio fino al XIX secolo. Lombardi, emiliani, marchigiani, romani, napoletani, siciliani, ecc. sono regolarmente sottostimati, se non del tutto ignorati. Nella visione artistica di Vasari tutto aveva inizio col fiorentino Cimabue, primo ad aver rotto le catene della "goffa, scabrosa" maniera greca, e finiva col fiorentino Michelangelo, il genio sublime che aveva eccelso in tutte le discipline e che le aveva riportate ai fasti dell'antichità, superando anche i mitici artefici del mondo classico.

### Elenco
La lista seguente rispetta l'ordine e la suddivisione dell'opera, desunta dalla seconda edizione ampliata del 1568 (edizione "giuntina"), in tre parti e altrettanti volumi. La prima parte contiene 31 titoli, la seconda 59 titoli e la terza 88 titoli, di cui cinquantasei nel primo volume e trentadue nel secondo, per un totale di 178 Vite. Talvolta alcune brevi biografie sono inglobate nei capitoli di altri artisti, oppure sono riunite in un unico capitolo miscellaneo.
- Dedica a Cosimo I de' Medici del 1550;
- Dedica a Cosimo I de' Medici del 9 gennaio 1568;
- Proemio di tutta l'opera;
- Introduzione alle tre arti del disegno: 35 capitoli dedicati agli aspetti tecnici e ai testi di riferimento per l'architettura, la scultura e la pittura;
- Lettera di Giovambattista Adriani al Vasari su i nomi e l'opere de' più eccellenti artefici antichi in pittura, in bronzo et in marmo;
- Proemio delle Vite.

#### Parte prima
- Cimabue
- Arnolfo di Cambio (con Bonanno)
- Nicola e Giovanni Pisano
- Andrea di Ricco
- Gaddo Gaddi
- Margaritone d'Arezzo
- Giotto (con Puccio Capanna)
- Agostino di Giovanni e Agnolo di Ventura
- Stefano Fiorentino e Ugolino di Nerio
- Pietro Lorenzetti
- Andrea Pisano
- Buonamico Buffalmacco
- Ambrogio Lorenzetti
- Pietro Cavallini
- Simone Martini (con Lippo Memmi)
- Taddeo Gaddi
- Orcagna
- Giottino
- Giovanni dal Ponte
- Agnolo Gaddi (con Cennino Cennini)
- Barna da Siena
- Duccio di Buoninsegna
- Antonio Veneziano
- Jacopo del Casentino
- Spinello Aretino
- Gherardo Starnina
- Lippo di Benivieni (con Lippo di Dalmasio)
- Lorenzo Monaco
- Taddeo di Bartolo
- Lorenzo di Bicci (con Bicci di Lorenzo e Neri di Bicci)

#### Parte seconda
- Jacopo della Quercia
- Niccolò di Piero Lamberti
- Fratelli Delli
- Nanni di Banco
- Luca della Robbia (con Andrea e Girolamo della Robbia)
- Paolo Uccello
- Lorenzo Ghiberti
- Masolino da Panicale (con Paolo Schiavo)
- Parri Spinelli
- Masaccio
- Filippo Brunelleschi
- Donatello
- Michelozzo (con Pagno di Lapo Portigiani)
- Filarete e Simone Ghini (con Bernardo Ciuffagni)
- Giuliano da Maiano
- Piero della Francesca
- Beato Angelico (con Zanobi Strozzi, Domenico di Michelino e Attavante Attavanti)
- Leon Battista Alberti
- Lazzaro Vasari
- Antonello da Messina
- Alesso Baldovinetti
- Bartolomeo Bellano
- Filippo Lippi (con Fra Diamante e Jacopo del Sellaio)
- Paolo Romano, Maestro Mino e Chimenti Camicia (con Baccio Pontelli)
- Andrea del Castagno e Domenico Veneziano
- Gentile da Fabriano e Pisanello
- Pesello e Pesellino
- Benozzo Gozzoli (con Melozzo da Forlì e Zanobi Machiavelli)
- Francesco di Giorgio Martini e Vecchietta[3]
- Antonio e Bernardo Rossellino
- Desiderio da Settignano
- Mino da Fiesole
- Lorenzo Costa (con Ludovico Mazzolino)
- Ercole de' Roberti
- Jacopo, Giovanni e Gentile Bellini (con Benedetto Coda, Jacopo da Montagnana e Nicolò Rondinelli)
- Cosimo Rosselli
- Cecca
- Bartolomeo della Gatta
- Gherardo di Giovanni di Miniato
- Domenico Ghirlandaio (con Benedetto Ghirlandaio, David Ghirlandaio e Sebastiano Mainardi)
- Antonio e Piero del Pollaiolo (con Maso Finiguerra)
- Sandro Botticelli
- Benedetto da Maiano
- Andrea del Verrocchio (con Agnolo di Polo, Francesco di Simone Ferrucci, Benedetto e Santi Buglioni)
- Andrea Mantegna (con Francesco Squarcione, Dario di Giovanni, Marco Zoppo, Lorenzo Canozi e Nicolò Pizzolo)
- Filippino Lippi (con Alonso Berruguete)
- Pinturicchio (con Nicolò Alunno e Gerino da Pistoia)
- Francesco Francia (con Caradosso)
- Perugino (con Bacchiacca, Rocco Zoppo, Domenico di Paris, Eusebio da San Giorgio e Andrea d'Assisi)
- Vittore Carpaccio et altri (Stefano da Verona, Altichiero, Jacopo Avanzi, Jacobello del Fiore, Guerriero da Padova, Giusto de' Menabuoi, Vincenzio Bresciano, Vincenzo Catena, Cima da Conegliano, Alvise Vivarini, Marco Basaiti, Bartolomeo Vivarini, Giovanni di Niccolò Mansueti, Vittore Belliniano, Bartolomeo Montagna, Benedetto Diana, Giovanni Buonconsiglio, Simone Bianco, Tullio Lombardo, Vincenzo Civerchio, Romanino, Il Moretto, Francesco Bonsignori, Giovan Francesco Caroto e Francesco Torbido)
- Jacopo Torni (con Francesco Torni)
- Luca Signorelli (con Tommaso Bernabei detto il Papacello)

#### Parte terza (volume primo)
- Leonardo da Vinci con Gian Giacomo Caprotti, Giovanni Antonio Boltraffio e Marco d'Oggiono
- Giorgione da Castelfranco
- Antonio da Correggio con Andrea Solari (o Solario, Andrea del Gobbo)
- Piero di Cosimo
- Donato Bramante (Bramante da Urbino)
- Fra Bartolomeo di San Marco
- Mariotto Albertinelli
- Raffaellino del Garbo
- Pietro Torrigiani (Torrigiano)
- Giuliano da Sangallo e Antonio da Sangallo il Vecchio
- Raffaello Sanzio
- Guglielmo da Marsiglia
- Simone del Pollaiolo (il Cronaca)
- Davide e Benedetto Ghirlandaio
- Domenico Puligo
- Andrea da Fiesole e altri fiesolani
- Vincenzo da San Gimignano e Timoteo da Urbino
- Andrea Sansovino (Andrea dal Monte Sansovino)
- Benedetto da Rovezzano
- Baccio da Montelupo e Raffaello da Montelupo (padre e figlio)
- Lorenzo di Credi
- Boccaccio Boccaccino (Boccaccino Cremonese)
- Lorenzetto
- Baldassarre Peruzzi
- Giovan Francesco, anche noto come il Fattore e Pellegrino da Modena
- Andrea del Sarto con Andrea Sguazzella, Pier Francesco Foschi, Iacopino del Conte
- Properzia de' Rossi con Amico Aspertini, Plautilla Nelli, Lucrezia Quistelli, Sofonisba Anguissola e Alessandro Allori
- Alfonso Lombardi
- Michelagnolo da Siena
- Girolamo Santacroce
- Dosso e Battista Dossi (i fratelli Dossi)
- Giovanni Antonio Licino, il "Pordenone"
- Giovanni Antonio Sogliani
- Girolamo da Treviso (Girolamo Da Trevigi)
- Polidoro da Caravaggio e Maturino da Firenze (Maturino Fiorentino)
- Rosso Fiorentino
- Bartolomeo Ramenghi (Bartolomeo da Bagnacavallo)
- Marco Calabrese
- Morto da Feltre
- Franciabigio
- Francesco Mazzola (il Parmigianino)
- Jacopo Palma il Vecchio (Il Palma) e Lorenzo Lotto
- Fra Giocondo, Liberale e altri veronesi
- Francesco Bonsignori (Francesco Monsignori) con Domenico Morone (Domenico Moroni), Francesco Morone e Paolo Cavazzola
- Falconetto
- Francesco e Girolamo dai Libri
- Francesco Granacci
- Baccio d'Agnolo
- Valerio Vicentino con Giovanni da Castel Bolognese e Matteo dal Nasaro Veronese
- Marcantonio Bolognese
- Antonio da Sangallo
- Giulio Romano
- Sebastiano del Piombo (Sebastiano Viniziano)
- Perino Del Vaga

#### Parte terza (volume secondo)
- Domenico Beccafumi
- Giovann'Antonio Lappoli
- Niccolò Soggi
- Niccolò detto il Tribolo
- Pierino da Vinci
- Baccio Bandinelli
- Giuliano Bugiardini
- Cristofano Gherardi
- Jacopo da Pontormo
- Simone Mosca e Francesco Mosca (Il Moschino)
- Girolamo e Bartolomeo Genga e Giovanbatista San Marino
- Michele Sanmicheli con Paolo Veronese (Paulino nel testo) e Paolo Farinati
- Giovannantonio detto il Soddoma da Verzelli
- Bastiano detto Aristotile da San Gallo
- Benedetto Garofalo e Girolamo da Carpi, con Bramantino e Bernardino Gatti detto il Soiaro
- Ridolfo, David e Benedetto Ghirlandaio
- Giovanni da Udine
- Battista Franco con Jacopo Tintoretto e Andrea Schiavone
- Francesco Rustici
- Fra' Giovann'Agnolo Montorsoli
- Francesco detto de' Salviati con Giuseppe Porta
- Daniello Ricciarelli da Volterra
- Taddeo Zucchero con Federico Zuccari
- Michelangelo Buonarroti con Tiberio Calcagni e Marcello Venusti
- Francesco Primaticcio con Giovanni Battista Ramenghi (il Bagnacavallo Jr.), Prospero Fontana, Nicolò dell'Abate, Domenico del Barbieri, Lorenzo Sabatini, Pellegrino Tibaldi, Luca Longhi, Livio Agresti, Marco Marchetti, Giovanni Boscoli e Bartolomeo Passarotti
- Tiziano Vecellio con Jacopo Bassano, Giovanni Maria Verdizotti, Johannes Stephan van Calcar (Giovanni fiammingo) e Paris Bordon
- Iacopo Sansovino con Andrea Palladio, Alessandro Vittoria, Bartolomeo Ammannati e Danese Cattaneo
- Lione Aretino (Leone Leoni), con Giovanni Giacomo Della Porta, Guglielmo Della Porta e Galeazzo Alessi
- Giulio Clovio
- Di diversi artefici italiani: Girolamo Siciolante da Sermoneta, Marcello Venusti, Iacopino del Conte, Dono Doni, Cesare Nebbia e Niccolò Circignani detto il Pomarancio
- Bronzino con gli Accademici del disegno: Raffaellino del Colle, Benedetto Pagni da Pescia, Alessandro Allori, Giovanni Maria Butteri, Cristofano dell'Altissimo, Stefano Pieri, Giovanni Stradano, Santi di Tito, Benvenuto Cellini, Francesco da Sangallo, Andrea Calamech, Giovanni Battista Fiammeri, Vincenzo de' Rossi, Francesco Camilliani, Stoldo Lorenzi
- Giorgio Vasari

## Influenza

### Fortuna dell'opera
Le Vite del Vasari hanno avuto una triplice influenza: in primo luogo come esempio per i biografi e gli storici dell'arte contemporanei e successivi, poi per la sua visione del Rinascimento e del ruolo svolto da Firenze e Roma in questo processo, infine come fonte primaria da cui attingere informazioni sulle vite e sulle opere dei primi artisti italiani.
Le Vite sono state tradotte in molte lingue, tra cui inglese, francese, tedesco e olandese.

### Sviluppo della biografia artistica
Le Vite diedero il via al genere di biografie di artisti. La maggior parte dei biografi del XVII secolo furono spesso soprannominati "il Vasari" della loro nazione. Karel van Mander nei Paesi Bassi fu probabilmente il primo autore vasariano, col suo Het Schilderboeck (Il libro della pittura) del 1604, il primo elenco completo di biografie dei pittori dei Paesi Bassi. Joachim von Sandrart (1606-1688), autore di Deutsche Akademie, fu soprannominato il "Vasari tedesco".
Antonio Palomino invece è anche noto come il "Vasari spagnolo" per il suo Museo pittorico e scala ottica in tre volumi (1715-1724) i primi due riguardanti le tecniche pittoriche, il terzo dedicato alle vite dei principali artisti spagnoli del cosiddetto Siglo de Oro. In Inghilterra il Painting Illustrated (Dipinti illustrati) di William Aglionby del 1685 fu basato in gran parte sul lavoro del Vasari.
In Italia riprese e proseguì idealmente il lavoro di Vasari Filippo Baldinucci, fiorentino, pubblicando le Notizie de' professori del disegno da Cimabue in qua... nel 1681.

## Edizioni
- Le vite de piu eccellenti architetti, pittori, et scultori italiani, da Cimabue insino a' tempi nostri, descritte in lingua toscana, In Firenze, [Lorenzo Torrentino], 1550.
- La terza et ultima parte delle vite degli architettori pittori et scultori, In Firenze, [Lorenzo Torrentino], 1550 (Stampato in Fiorenza, appresso Lorenzo Torrentino impressor ducale, del mese di marzo l'anno 1550).
- Le vite de' piu eccellenti pittori, scultori et architettori, scritte, & di nuovo ampliate. Co' ritratti loro et con le nuove vite dal 1550 insino al 1567, In Fiorenza, appresso i Giunti, 1568.
- Delle vite de' piu eccellenti pittori scultori et architettori primo volume della terza parte, In Fiorenza, appresso i Giunti, 1568.
- Delle vite de' piu eccellenti pittori scultori et architettori secondo et ultimo volume della terza parte, nel quale si comprendano le nuove vite, dall'anno 1550 al 1567, Con una breve memoria di tutti i piu ingegnosi artefici che fioriscano al presente nell'Academia del disegno in Fiorenza, et per tutta Italia, et Europa, & delle piu importanti opere loro. Et con una descrizione degl'artefici antichi, greci & latini, & delle piu notabili memorie di quella età, tratta da i piu famosi scrittori, In Fiorenza, appresso i Giunti, 1568.

Edizioni moderne
- Le vite de' più eccellenti pittori scultori e architettori nelle redazioni del 1550 e 1568, 8 voll. in 11 tomi, testo a cura di Rosanna Bettarini, commento secolare a cura di Paola Barocchi, indice a cura di Paola Barocchi e Giovanna Gaeta Bertela, Firenze, Sansoni, [poi] Studio per edizioni scelte, 1966-1997, SBN UFI0008357.
- Le vite de' più eccellenti architetti, pittori, et scultori italiani, da Cimabue insino a' tempi nostri nell'edizione per i tipi di Lorenzo Torrentino Firenze 1550, a cura di Luciano Bellosi e Aldo Rossi, presentazione di Giovanni Previtali, collana I millenni, Torino, Giulio Einaudi editore, 1986, ISBN 88-06-59659-4.